# Mónica Pavicich
Mónica Pavicich (Morón, 15 de octubre de 1961 - San Clemente del Tuyú, 2002) fue una música, cantautora, guitarrista, feminista y activista de derechos humanos y LGBT+ argentina. Fundadora de Las Lunas y Las Otras, el Frente de Lesbianas de Buenos Aires, Lesbianas a la Vista y Lesbianas en la Resistencia. Dejó grabado un disco artesanal con algunas de sus canciones.

## Biografía
Mónica Pavicich nació en Morón el 15 de octubre de 1961. En la década de 1980 estudió Lengua y Literatura en la Universidad de Buenos Aires y en la Escuela de Música Popular de Avellaneda, donde se recibió de guitarrista de tango.
En 1984 conoció en la Facultad de Filosofía y Letras de la Universidad de Buenos Aires a Silvia Palumbo, cantante y militante lesbofeminista, con quien durante varios años formó un dúo artístico.
En la década de 1990 se comprometió con la militancia por los derechos humanos y el lesbofeminismo. Fue muy amiga de Carlos Jáuregui y una de las personas que estuvo cerca de él cuando murió de sida en 1996.
En 1990, junto a Silvia Palumbo y otras mujeres fundó Las Lunas y Las Otras, el primer grupo estable de mujeres lesbianas de Argentina. Desde ese ámbito impulsó la participación de las mujeres lesbianas en el movimiento feminista y en las marchas del Día de la Mujer. Organizó las primeras jornadas nacionales de lesbianas e impulsó la música y el arte como una forma de empoderamiento y visibilización de las mujeres y las lesbianas, con fuerte acento festivo. Entre 1995 y 1999 Las Lunas y Las Otras abrieron una casa para reuniones y espectáculos de mujeres lesbianas, la primera en su tipo en Argentina.
En 1995 integra Lesbianas a la Vista, vinculando a las lesbianas como comunidad y con los organismos de derechos humanos para concienciar que los derechos de lesbianas, gais y travestis también existían. 
También en 1995 funda Lesbianas en la Resistencia, junto a Claudia Krist, Mónica Santino y Gabriela Sosti, grupo lésbico que funcionó vinculado a Madres de Plaza de Mayo, realizando intervenciones artísticas en las marchas masivas de derechas humanos contra la impunidad de las crímenes de lesa humanidad cometidos por la última dictadura.
Hacia fines de la década del '90 se radicó en San Clemente del Tuyú, donde falleció en 2002, a los 40 años.

## Obra
Entre las canciones que compuso se encuentran «En el aire», «Fueguitos y laberintos», «Cupido», «Ropa por secar», «Algo no va», «Certezas» y «De las orillas». Sus canciones han sido interpretadas por cantantes como Silvia Palumbo y Liliana Felipe.
Un fragmento de la letra de su canción «Ropa por secar» indica refleja el tono intimista de su poesía:  

Al diablo la intención de ir al partido,
Al diablo la ilusión de ir a pasear,
La triste conclusión de un domingo más,
Mateando en la cocina y sin hablar...
Mónica Pavicich, "Ropa por secar" (fragmento)